# Loi de Kent

Trois ensembles de points générés à partir de la loi de Kent. Les directions moyennes sont désignées par des flèches. Le paramètre est le plus élevé pour l'ensemble rouge.

En théorie des probabilités et en statistique, la loi de Fisher-Bingham à cinq paramètres ou loi de Kent, dénommé d'après Ronald Fisher, Christopher Bingham et John T. Kent, est une loi de probabilité sur la sphère bidimensionnelle {\displaystyle S^{2}\,} dans {\displaystyle \mathbb {R} ^{3}}. Elle est l'analogue de la loi normale sur la sphère unitaire bidimensionnelle avec une matrice de covariance sans contrainte. C'est une loi de probabilité directionnelle. La loi de kent a été introduite par John T. Kent en 1982 et est utilisée en géologie et en bio-informatique.
La densité de probabilité de la loi de Kent est donnée par :
{\displaystyle f(\mathbf {x} )={\frac {1}{{\textrm {c}}(\kappa ,\beta )}}\exp\{\kappa {\boldsymbol {\gamma }}_{1}\cdot \mathbf {x} +\beta [({\boldsymbol {\gamma }}_{2}\cdot \mathbf {x} )^{2}-({\boldsymbol {\gamma }}_{3}\cdot \mathbf {x} )^{2}]\}}
où {\displaystyle \mathbf {x} \,} est un vecteur unitaire tridimensionnel et {\displaystyle {\textrm {c}}(\kappa ,\beta )\,} est une constante de renormalisation. 
Le paramètre {\displaystyle \kappa \,}  (avec {\displaystyle \kappa >0\,} ) détermine la concentration ou dispersion de la loi, alors que {\displaystyle \beta \,} (avec  {\displaystyle 0\leq 2\beta <\kappa } ) détermine l'ellipticité pour des contours de même probabilité. Plus les paramètres {\displaystyle \kappa \,} et {\displaystyle \beta \,} sont élevés, plus la loi sera concentrée et elliptique, respectivement. Le vecteur {\displaystyle \gamma _{1}\,} est la direction moyenne et les vecteurs {\displaystyle \gamma _{2},\gamma _{3}\,} sont les axes majeur et mineur. Ces deux derniers vecteurs déterminent l'orientation de contours de même probabilité sur la sphère, alors que le premier vecteur détermine le centre commun des contours. La matrice 3x3 {\displaystyle (\gamma _{1},\gamma _{2},\gamma _{3})\,} doit être orthogonale.